# Gita Vygodskaja
Gita L'vovna Vygodskaja (Gomel', 9 maggio 1925 – Mosca, 13 luglio 2010) è stata una psicologa e pedagogista sovietica, dal 1991 russa.

## Biografia
Figlia dello psicologo Lev Semënovič Vygotskij, svolse le sue ricerche nelle aree della psicologia dello sviluppo e della pedagogia, con particolare riguardo ai disturbi cognitivi infantili. Il campo specifico di ricerca e applicazione fu costituito dai processi psicologici nei bambini sordi. Il suo libro principale fu Obučenie glučič doškol'nikov sjužetno-rolevym igram (L'insegnamento dei bambini sordi mediante il gioco dei ruoli), Prosveshchenie, Moskva, 1975. Fu l'autrice con Tamara M. Lifanova della prima biografia di Lev Vygotskij: Lev Semenovich Vygotskij, Smysl, Moskva, 1996 (trad. inglese in "Journal of Russian & East European Psychology", 1999, vol. 37) e si prodigò per la conservazione dell'archivio del padre e la pubblicazione delle sue opere inedite.